# Jakten (2012)
Jakten (Danska: Jagten) är en dansk dramafilm från 2012, regisserad av Thomas Vinterberg med skådespelaren Mads Mikkelsen. Berättelsen utspelar sig i en liten, dansk by runt jul, och följer en man som blir föremål för masshysteri. Filmen visades på Toronto International Film Festival 2012 och tävlade på Filmfestivalen i Cannes 2012, där Mads Mikkelsen vann priset för bästa manliga skådespelare för sin roll. Filmen tilldelades även Nordiska rådets filmpris 2013.

## Handling
Lucas arbetar som förskollärare i en liten dansk stad och kämpar för att få vårdnaden om sin son. Han möter kärleken och vårdnadstvisten börjar se ljusare ut men den nyfunna lyckan vänder när han felaktigt anklagas för pedofili.

## Medverkande
- Mads Mikkelsen som Lucas
- Thomas Bo Larsen som Theo, Lucas vän
- Alexandra Rapaport som Nadja, Lucas kärlek
- Annika Wedderkopp som Klara, Theos dotter
- Susse Wold som Grethe
- Lasse Fogelstrøm som Marcus, Lucas son
- Lars Ranthe som Bruun
- Anne Louise Hassing som Agnes
- Bjarne Henriksen som Ole
- Ole Dupont som Godsejer / Advokat

## Produktion
Filmen är producerad av Zentropa för 20 miljoner danska kronor. Den fick samproduktionsstöd från Sveriges Film i Väst och Zentropa International Sweden. Ytterligare stöd kom från danska filminstitutet, Danmarks Radio, Eurimages, Nordisk Film & TV Fond, Svenska Filminstitutet, Sveriges Television och Medieprogrammen.

## Premiär

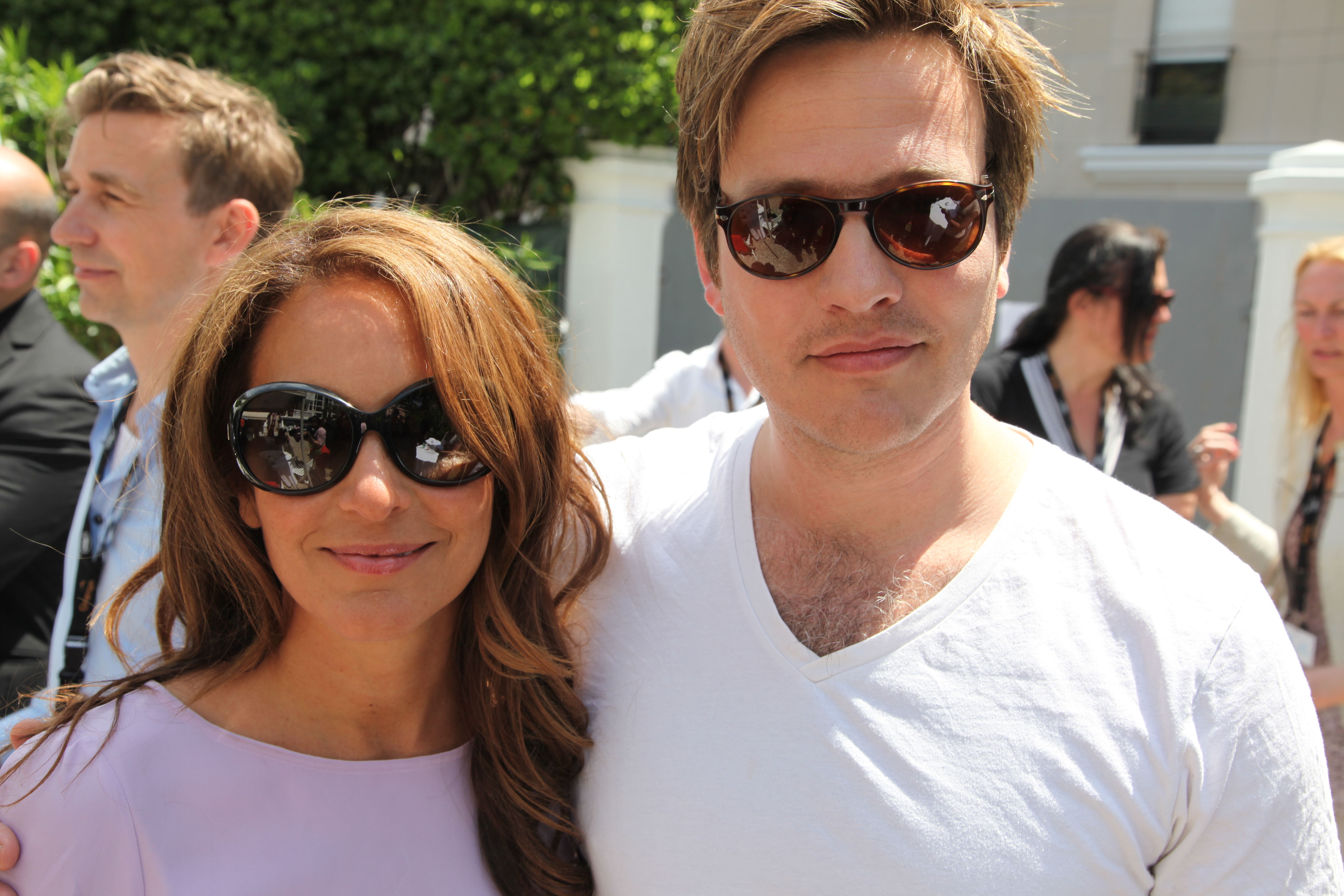
Alexandra Rapaport och Thomas Vinterberg på Filmfestivalen i Cannes 2012

Filmen hade sin premiär den 20 maj på Filmfestivalen i Cannes 2012 som den första danskspråkiga film i huvudtävlingen sedan 1998. Mads Mikkelsen vann bästa manliga skådespelare i Cannes. Nordisk Film släppte filmen i Danmark den 10 januari 2013.